# Землетрус в Японії (2014)
Землетрус в Японії стався 23 листопада 2014 о 5:25.
Локалізація — у центральній частині японського архіпелагу. Магнітуда — 6,8 балів за шкалою Ріхтера.
Епіцентр підземних поштовхів знаходився в префектурі Нагано, на глибині 10 кілометрів.
Постраждали більше 50 чоловік, зруйновано близько 15 будівель. Стався обвал неподалік відомого гірськолижного курорту Нагано.
Як наголошується в повідомленні, за класифікацією сейсмологів, землетрус магнітудою вище 6 балів може призвести до значних руйнувань.